# Big Boys
Big Boys är en amerikansk dramakomedifilm från 2023. Filmen är regisserad av Corey Sherman, som även skrivit filmens manus.
Filmen hade biopremiär i Sverige den 16 augusti 2024, utgiven av Lucky Dogs.

## Handling
Filmen kretsar kring tonårskillen Jamies som oväntat förälskar under campingtur.

## Rollista (i urval)
- Isaac Krasner – Jamie
- Dora Madison – Allie
- David Johnson III – Dan
- Taj Cross – Will
- Emily Deschanel – Nicole
- Marion Van Cuyck – Erika
- Emma Broz – Quinn
- Jack De Sanz